# Борсуки (Крупський район)
Борсуки (біл. вёска Барсукі) — село в складі Крупського району Мінської області, Білорусь. Село підпорядковане Холопеницькій сільській раді, розташоване в східній частині області.

## Історія
Рішенням Мінської обласної ради депутатів від 30 жовтня 2009 року, щодо змін адміністративно-територіального устрою Мінської області, село Борсуки, уже колишньої Яновщинської сільської ради, підпорядковане Холопеницькій сільській раді.